# Sint-Bonifatiuskerk (Zaandam)
De Sint-Bonifatiuskerk in Zaandam is een neogotische rooms-katholieke kerk te Zaandam die gebouwd is tussen 1899 en 1900. Ze kenmerkt zich door een gedrongen vierkante toren en door een bijzonder gaaf en kleurrijk neogotisch interieur. De kerk maakt deel uit van een groter complex dat onder meer ook een pastorie omvat.

## Geschiedenis van de Parochie
De Bonifatiusparochie is ontstaan in 1784. Voordien kerkten de Rooms-katholieken (de Oudkatholieken hadden een eigen schuilkerk) in de veraf gelegen buurtschap 't Kalf.
Aanleiding tot de stichting was de vangst van een klein en afschuwelijk dier (een rat) door een Protestantse staatsambtenaar, die hij aan zijn katholieke buurman wilde tonen. Deze was echter ter kerke en kwam pas uren later terug. Het gesprek tussen beide buren eindigde met het advies aan de katholieke buurman om een verzoek in te dienen tot het stichten van een schuilkerk die dichter in de buurt lag. Dit geschiedde en het verzoek werd gehonoreerd, zodat de Zaandammer houten schuilkerk in 1785 kon worden ingewijd. Deze kerk deed dienst tot het einde van de 19e eeuw, maar werd toen te klein.
Daarom werd tegenover de oude schuilkerk een nieuwe kerk opgetrokken, die in 1900 gereed kwam. De architecten ervan waren A.A.J. Margry voor het gebouw zelf en J.M. Snickers voor het interieur. De laatste was een broer van de bisschop Petrus Matthias Snickers.
Van belang in de parochiegeschiedenis is de periode van de Tweede Wereldoorlog, toen binnen de parochie een verzetsgroep bestond die geleid werd door kapelaan Groot. Deze groep hielp onderduikers en werkte mee aan de redactie van het verzetsblad De Typhoon.

## Het gebouw
Het gebouw is een driebeukige kruisbasiliek met een ingebouwde, westwerk-achtige vierkante toren. De kerk is georiënteerd, zodat het koor naar het oosten is gericht. Binnenin bevindt zich hier een bordes waarbovenop zich het orgel bevindt. Bovenin is er een roosvenster.
Ten oosten van het bordes zijn nog vier traveeën waarop het transept volgt, dat nauwelijks buiten het schip uitsteekt. Daarna volgt het koor, dat nog twee volledige traveeën en een afsluitend travee omvat. Alle traveeën hebben spitsbogen, meestal met gebrandschilderde ramen.
De middenbeuk heeft een houten tongewelf dat beschilderd is met bloempatronen en de lijdenswerktuigen van Christus, de zijbeuken en het koor hebben stenen kruisribgewelven. Verder is er een doopkapel, die zich ten noorden van het bordes bevindt.
Op 14 december 2012 werd het kerkgebouw op last van de gemeente Zaanstad gesloten in verband met de instabiele vloerconstructie. Na funderings- en vloerherstel is de kerk in september 2016 weer in gebruik genomen.

## Het interieur
Het neogotische interieur is nog grotendeels intact gebleven en straalt rust en harmonie uit. Opvallend en belangwekkend zijn de vaandels van allerlei Rooms-katholieke verenigingen die aan de pilaren van de kerk zijn opgehangen. Verder zijn er de kleurige gebrandschilderde ramen die onder meer episoden uit het leven van de Heilige Maria, de Sint-Jozef en de Heilige Bonifatius verbeelden.
Het sobere Mitterreitherorgel dat zich boven het bordes bevindt is onderdeel van de rijksmonumentinschrijving. Dit orgel is in 1786 gebouwd en stond oorspronkelijk in de schuilkerk. Restauraties aan dit orgel werden uitgevoerd in 1974 en 1993 door respectievelijk de firma's Jos Vermeulen en Flentrop.
Men kan verder een houten preekstoel uit 1923 en een koperen doopvont uit dezelfde periode. De altaren zijn afkomstig uit het atelier voor kerkelijke kunst van Margry en Snickers, dezelfden die ook de bouwmeesters van de kerk waren. De glas-in-loodramen in de kerk werden gemaakt door atelier F. Nicolas & Zonen, atelier W. Bogtman en Mies van Oppenraaij.

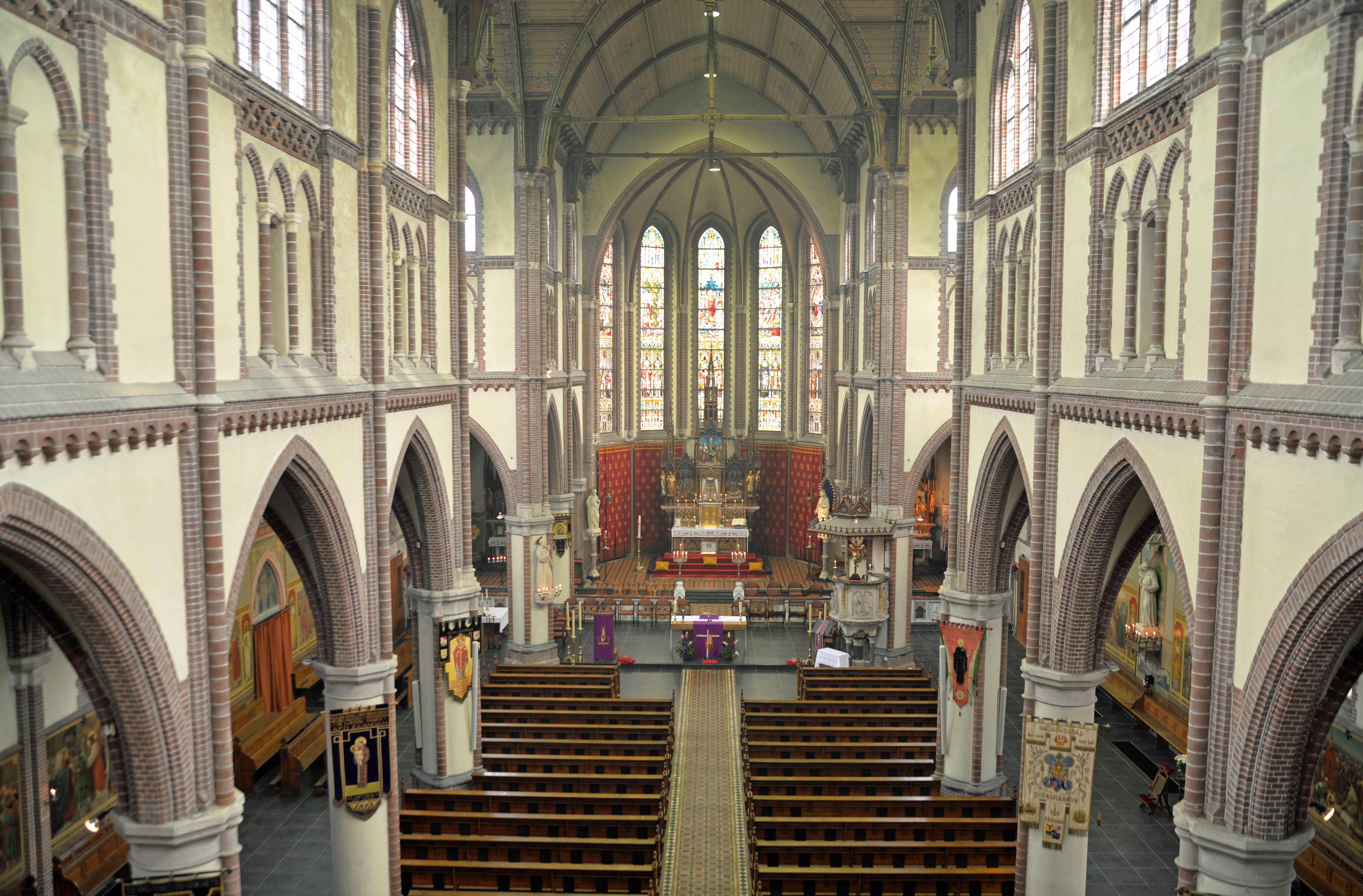
Kerkruimte
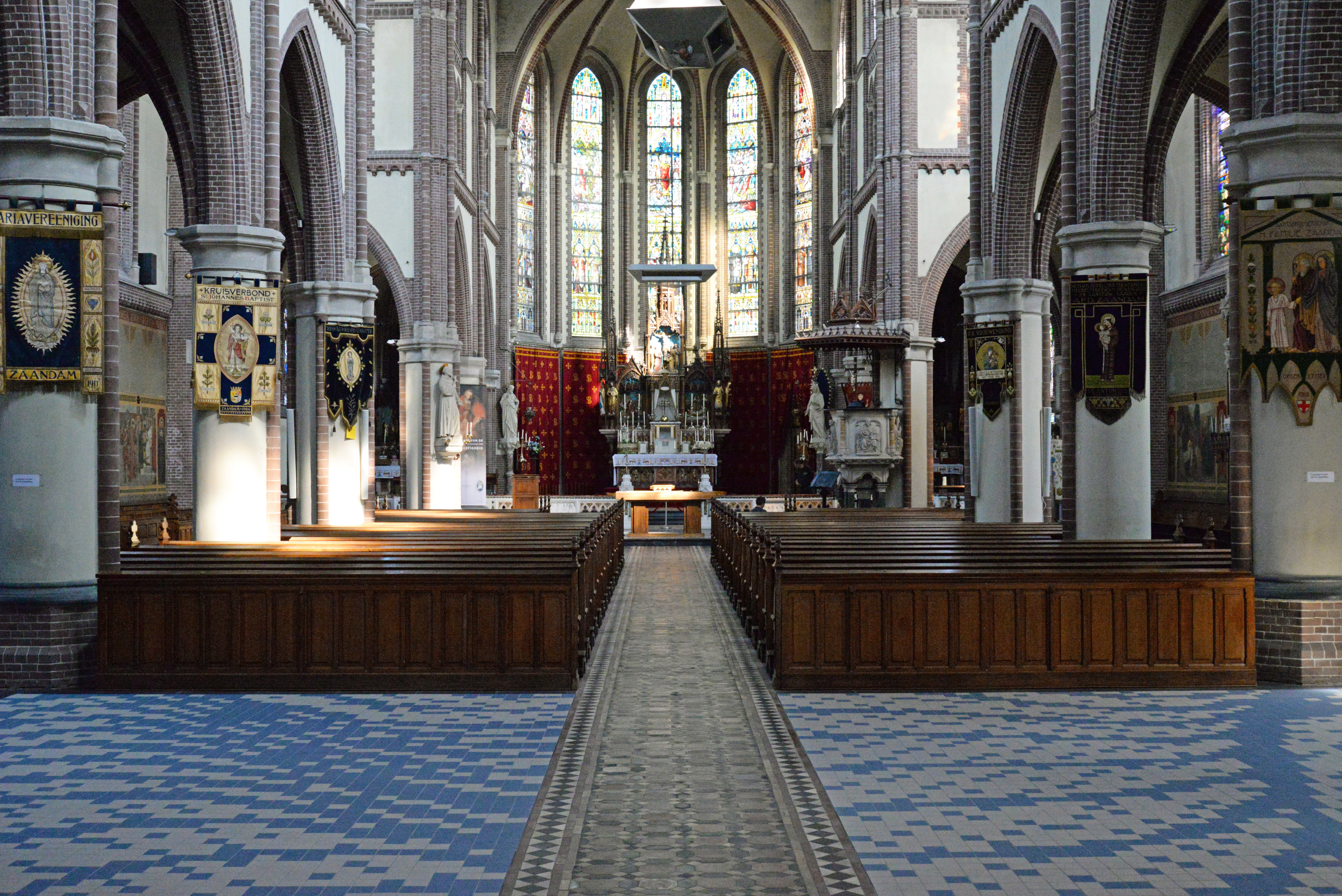
Kerkruimte
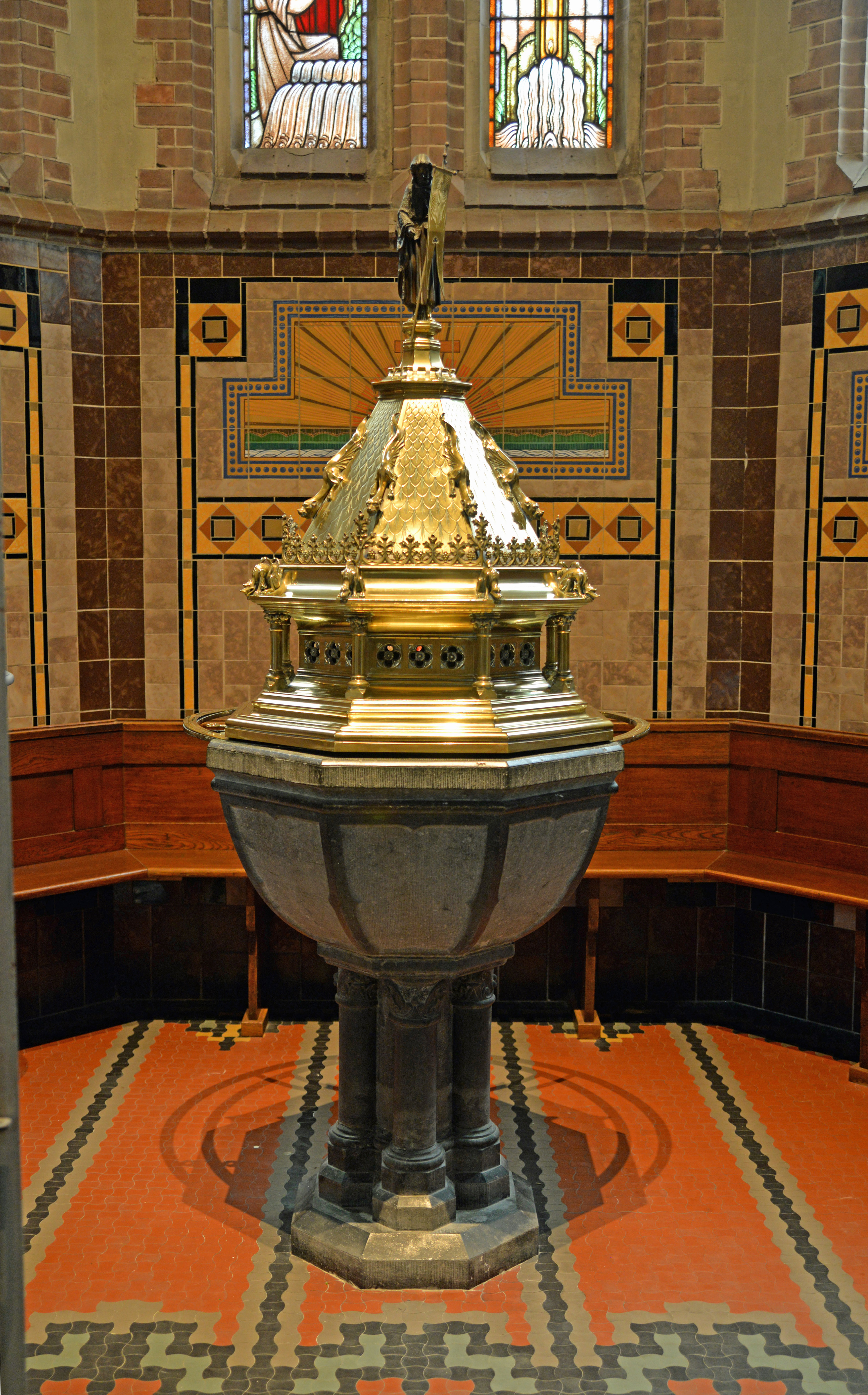
Doopvont
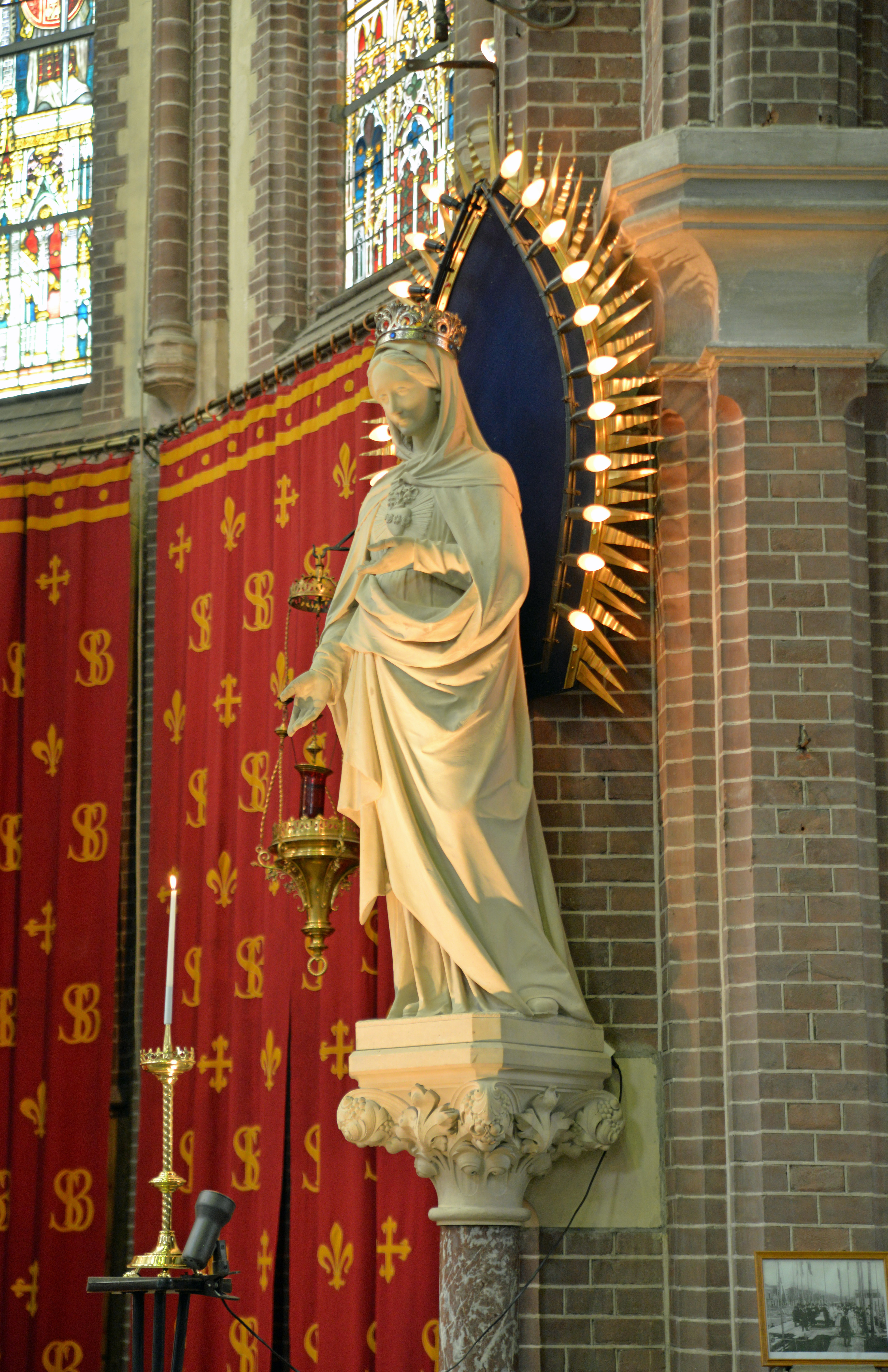
Mariabeeld
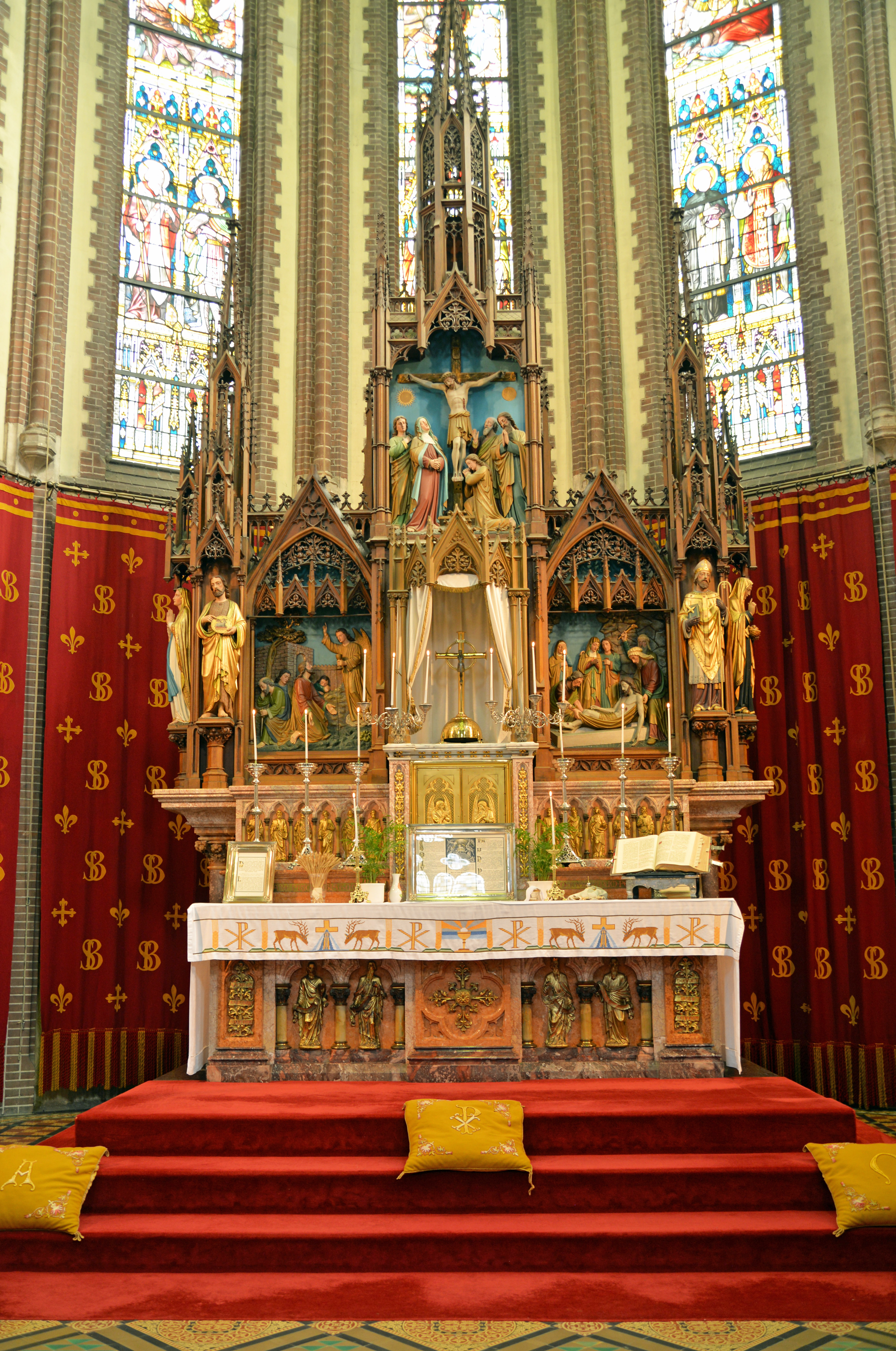
Interieur 2023 Hoogaltaar